# Ronde van Emilia voor vrouwen 2024
De elfde editie van de wielerwedstrijd Ronde van Emilia voor vrouwen vond plaats op 5 oktober 2024. De wedstrijd startte in Vignola en finishte 113,8 kilometer op de beklimming naar Santuario Madonna di San Luca. De wedstrijd maakte deel uit van de UCI Women's ProSeries, met de categorie 1.Pro. De Italiaanse Elisa Longo Borghini won, voor de Françaises Évita Muzic en Juliette Labous. Later op de dag won Tadej Pogačar de wedstrijd voor mannen.

## Uitslag
| Plaats  | Naam                  | Ploeg                | Tijd     |
| ------- | --------------------- | -------------------- | -------- |
| Winnaar | Elisa Longo Borghini  | Lidl-Trek            | 2u53'20" |
| 2       | Évita Muzic           | FDJ-SUEZ             | + 9"     |
| 3       | Juliette Labous       | dsm-firmenich PostNL | z.t.     |
| 4       | Urška Žigart          | Liv AlUla Jayco      | + 16"    |
| 5       | Mareille Meijering    | Movistar             | + 24"    |
| 6       | Nienke Vinke          | dsm-firmenich PostNL | + 36"    |
| 7       | Monica Trinca Colonel | BePink-Bongioanni    | z.t.     |
| 8       | Katrine Aalerud       | Uno-X Mobility       | z.t.     |
| 9       | Maëva Squiban         | Arkéa-B&B Hotels     | + 41"    |
| 10      | Cédrine Kerbaol       | CERATIZIT-WNT        | z.t.     |
| 11      | Cecilie Uttrup Ludwig | FDJ-SUEZ             | z.t.     |
| 12      | Brodie Chapman        | Lidl-Trek            | z.t.     |
| 13      | Erica Magnaldi        | UAE Team ADQ         | + 49"    |
| 14      | Mavi García           | Liv AlUla Jayco      | + 1'09"  |
| 15      | Ingvild Gåskjenn      | Liv AlUla Jayco      | + 1'20"  |
| 16      | Loes Adegeest         | FDJ-SUEZ             | + 1'22"  |
| 17      | Olha Koelynytsj       | Fenix-Deceuninck     | + 1'24"  |
| 18      | Mie Bjørndal Ottestad | Uno-X Mobility       | + 1'37"  |
| 19      | Eleonora Gasparrini   | UAE Team ADQ         | + 1'48"  |
| 20      | Gaia Realini          | Lidl-Trek            | z.t.     |
|         |                       |                      |          |
| 33      | Lotte Claes           | Arkéa-B&B Hotels     | + 2'35"  |

Wielerweek van Valencia · 
Nokere Koerse · 
Dwars door Vlaanderen · 
Brabantse Pijl · 
Clásica Féminas de Navarra · 
GP Ciudad de Eibar ·  
Ronde van Thüringen · 
GP Stuttgart · 
Ronde van Emilia · 
Ronde van de Drie Valleien
Mannen:
1909 · 1910 · 1911 · 1912 · 1913 · 1914 · 1915 · 1916 · 1917 · 1918 · 1919 · 1920 · 1921 · 1922 · 1923 · 1924 · 1925 · 1926 · 1927 · 1928 · 1929 · 1930 · 1931 · 1932 · 1933 · 1934 · 1935 · 1936 · 1937 · 1938 · 1939 · 1940 · 1941 · 1942 · 1943 · 1944 · 1945 · 1946 · 1947 · 1948 · 1949 · 1950 · 1951 · 1952 · 1953 · 1954 · 1955 · 1956 · 1957 · 1958 · 1959 · 1960 · 1961 · 1962 · 1963 · 1964 · 1965 · 1966 · 1967 · 1968 · 1969 · 1970 · 1971 · 1972 · 1973 · 1974 · 1975 · 1976 · 1977 · 1978 · 1979 · 1980 · 1981 · 1982 · 1983 · 1984 · 1985 · 1986 · 1987 · 1988 · 1989 · 1990 · 1991 · 1992 · 1993 · 1994 · 1995 · 1996 · 1997 · 1998 · 1999 · 2000 · 2001 · 2002 · 2003 · 2004 · 2005 · 2006 · 2007 · 2008 · 2009 · 2010 · 2011 · 2012 · 2013 · 2014 · 2015 · 2016 · 2017 · 2018 · 2019 · 2020 · 2021 · 2022 · 2023 · 2024
Vrouwen:
2014 · 2015 · 2016 · 2017 · 2018 · 2019 · 2020 · 2021 · 2022 · 2023 · 2024